# De kaartspelers (Van Doesburg)
De Kaartspelers is een schilderij van de Nederlandse kunstenaar Theo van Doesburg in het Kunstmuseum Den Haag.

## Beschrijving

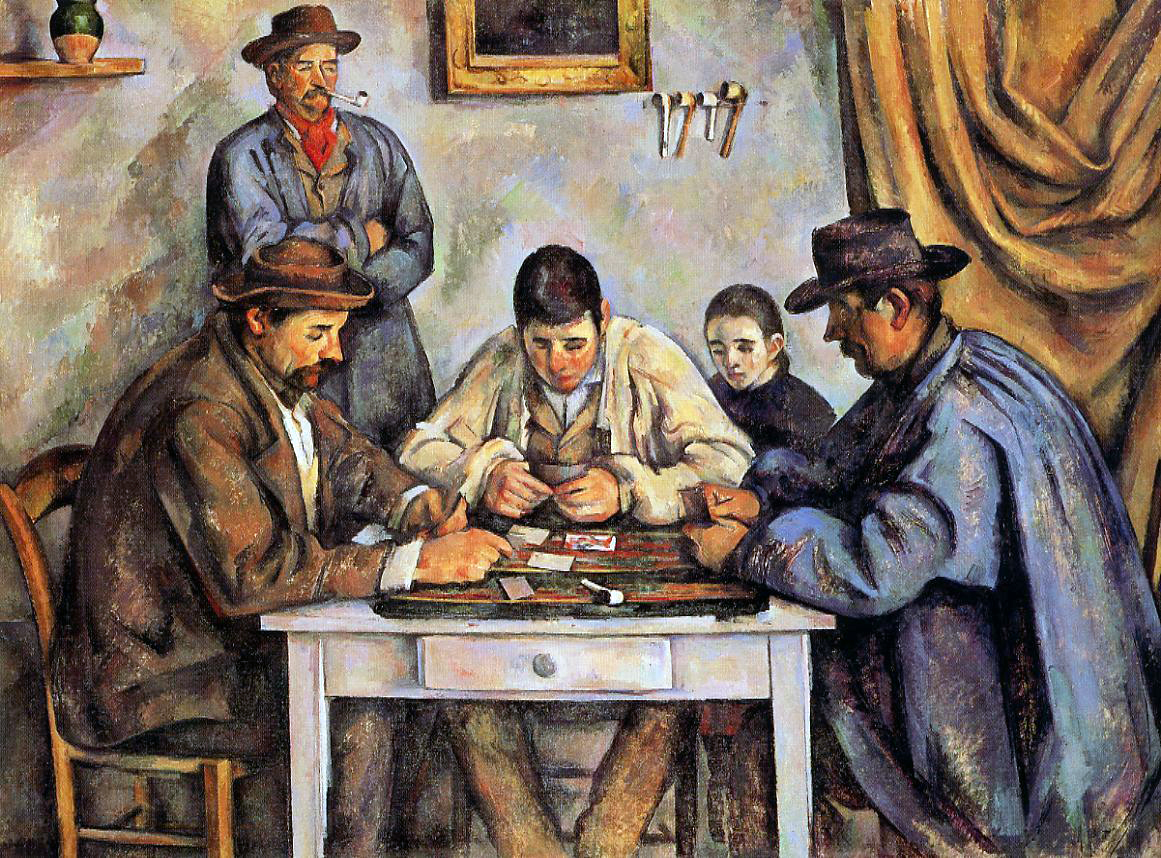
Paul Cézanne. De Kaartspelers. 1890-1892. Merion (Pennsylvania), Barnes Foundation.

Het werk stelt vier kaartspelers voor rondom een tafel. Kaartspelers zijn een bekend thema uit de kunstgeschiedenis. De attributen die traditioneel bij een dergelijke voorstelling horen, kaarten en tabakspijpen, nam Van Doesburg in zijn versie op. Deze versie is direct ontleend aan een schilderij van Paul Cézanne uit omstreeks 1890. Van Doesburg wilde zich met zijn versie van dit werk afzetten tegen zijn toenmalige collega-schilders. ‘Mijn kaartspelers hing tusschen bruin impressionistisch werk in van Van den Uytvanck, Le Fauconnier, Sluyters enz. Het sloeg alles kapot. De andere werken werden zwart. Ik heb heel wat ellende gehad op die Branding. Het kwam bijna tot vechten’, schreef hij 23 september 1918 aan zijn vriend Antony Kok.

## Datering
Het schilderij is rechtsonder gesigneerd met Van Doesburgs monogram met aan weerszijden daarvan de jaartallen 1916 en 1917. Op een foto, genomen in het atelier van Van Doesburg aan het Kort Galgewater in april 1917, is het werk in onvoltooide staat te zien.

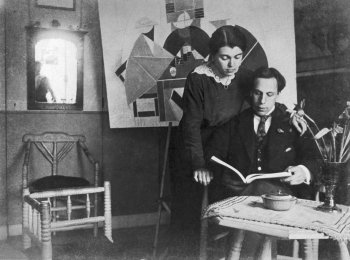
Van Doesburg en Lena Milius in atelier Kort Galgewater met op de achtergrond een nog onvoltooide Kaartspelers. April 1917.

## Herkomst
Na Van Doesburgs dood in 1931 kwam het werk in bezit van zijn vrouw Nelly van Doesburg, die het in 1975 aan haar nicht Wies van Moorsel naliet. Van Moorsel schonk het in 1981 aan de Nederlandse staat die het opnam in de rijkscollectie en het in blijvend bruikleen gaf aan het Gemeentemuseum Den Haag dat in 2019 zijn naam veranderde in die van Kunstmuseum Den Haag.